# Argiope caledonia
Espèce
Argiope caledonia est une espèce d'araignées aranéomorphes de la famille des Araneidae.

## Distribution
Cette espèce se rencontre en Nouvelle-Calédonie et au Vanuatu.

## Description
La femelle holotype mesure 12,5 mm.

## Étymologie
Son nom d'espèce lui a été donné en référence au lieu de sa découverte, la Nouvelle-Calédonie.

## Publication originale
- Levi, 1983 : The orb-weaver genera Argiope, Gea, and Neogea from the western Pacific region (Araneae: Araneidae, Argiopinae). Bulletin of the Museum of Comparative Zoology, vol. 150, p. 247-338 (texte intégral).